# Джон Гърдън
Джон Бъртранд Гърдън (на английски: John Bertrand Gurdon) е английски биолог.

## Биография
Роден е на 2 октомври 1933 година в Дипенхол, Съри. Защитава докторат по зоология в Оксфордския университет. Преподава в Оксфордския (1962 – 1971) и Кеймбриджкия университет (от 1971). Изследванията му са в областта на преноса на ядра и клонирането. През 2012 година получава, заедно с Шиня Яманака, Нобелова награда за физиология или медицина за откритието им, че възрастни клетки могат да бъдат преобразувани в стволови.